# 秀湖里
25°04′58″N 121°36′07″E / 25.082844652291143°N 121.60187593620606°E
秀湖里是臺灣臺北市內湖區轄下的行政區劃，位於內湖區中部偏東的一個里，屬於金龍次分區。該里有一大型天然湖泊大湖，位於大湖公園內。

## 歷史沿革
日治時期屬於臺北州七星郡內湖庄新里族十四分坡內小字。戰後隸屬臺北縣內湖鄉大湖村。1968年改隸為臺北市後，大湖村改稱大湖里。2002年9月1日因人口眾多自大湖里分出秀湖里。

## 交通
臺北捷運文湖線通過本里，設有捷運大湖公園站。公車設有大湖站、捷運大湖公園站以及大湖公園站。